# Przejście graniczne Mieroszów-Meziměstí
Przejście graniczne Mieroszów-Meziměstí – polsko-czeskie kolejowe przejście graniczne położone w województwie dolnośląskim, w powiecie wałbrzyskim, gminie Mieroszów, w miejscowości Mieroszów, zlikwidowane w 2007.

## Opis
Przejście graniczne Mieroszów-Meziměstí z miejscem odprawy granicznej ruchu osobowego i towarowego po stronie czeskiej w miejscowości Meziměstí, czynne było całą dobę. Dopuszczony był ruch osobowy, towarowy i mały ruch graniczny.
21 grudnia 2007 na mocy układu z Schengen przejście graniczne zostało zlikwidowane.

### Przejście graniczne z Czechosłowacją
W okresie istnienia Czechosłowackiej Republiki Socjalistycznej funkcjonowało w tym miejscu polsko-czechosłowackie kolejowe przejście graniczne Mieroszów. Czynne było całą dobę. Dopuszczony był ruch towarowy.
Po II wojnie światowej, aż do lat 90. XX wieku, pociągi pasażerskie nie kursowały przez przejście graniczne, lecz kończyły bieg na stacji Mieroszów. W 1990 transgraniczny ruch pasażerski został wznowiony. Oprócz trzech par pociągów Wałbrzych Główny–Meziměstí, kursował tędy pociąg pospieszny z Pragi do Wrocławia Głównego, przez Wałbrzych. 14 grudnia 2003 zawieszono kursowanie pociągów pasażerskich przez przejście.

## Galeria

Przejście graniczne Mieroszów-Meziměstí
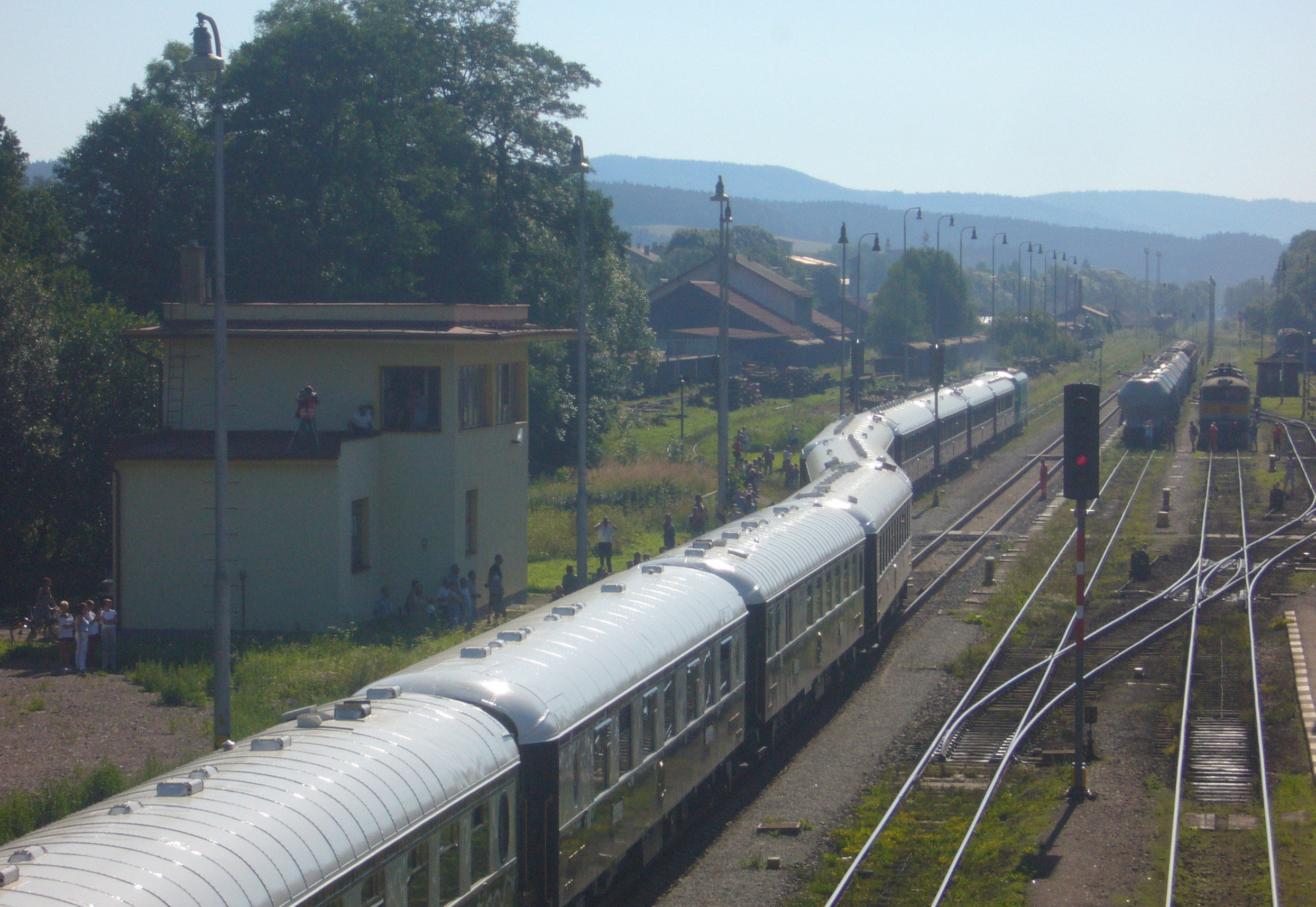
Stacja kolejowa Meziměstí, gdzie dokonywano odprawy granicznej (lipiec 2007)
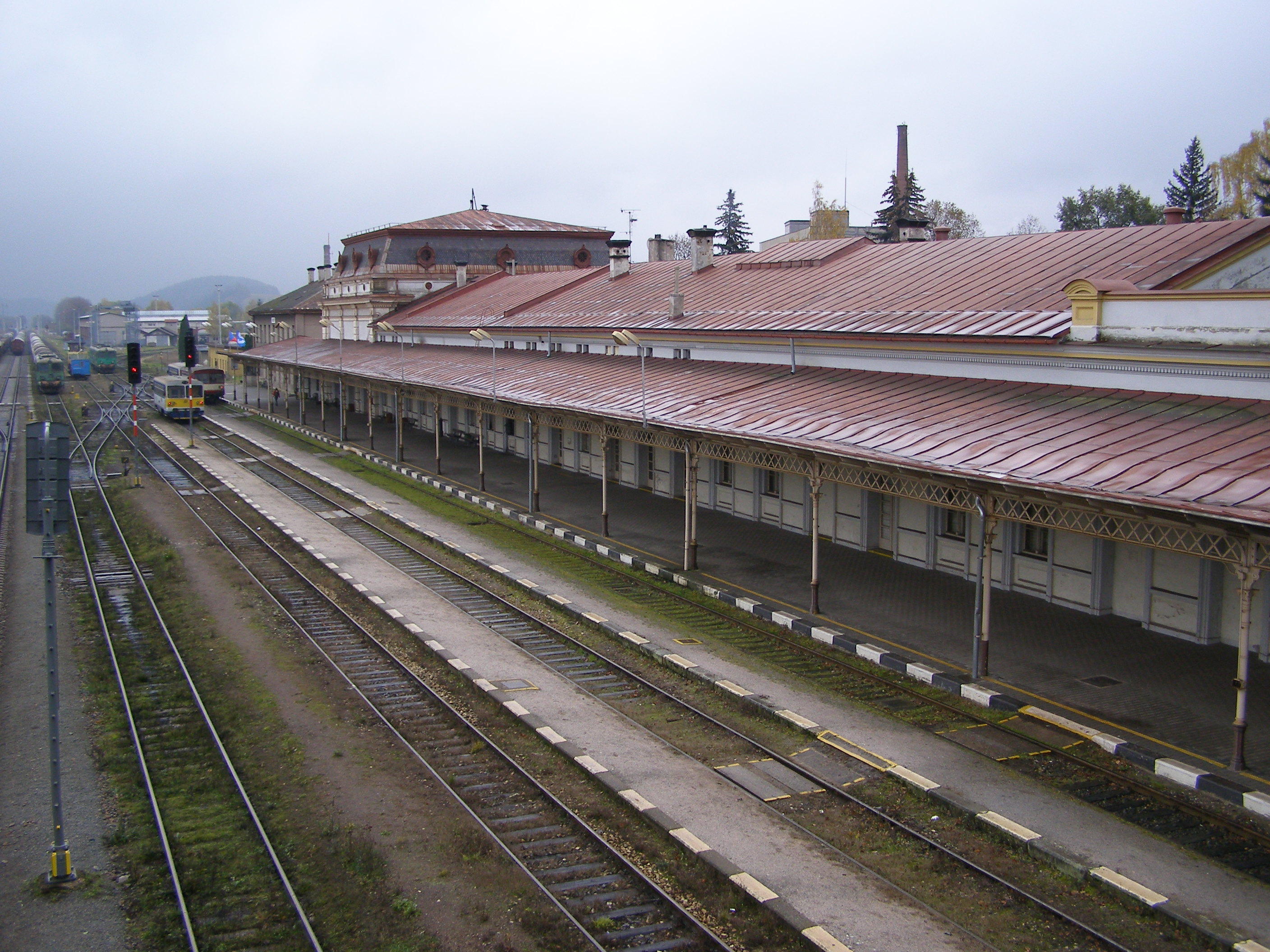
Stacja kolejowa Meziměstí (październik 2007)